# Route nationale 837
Pour les articles homonymes, voir Route 837.

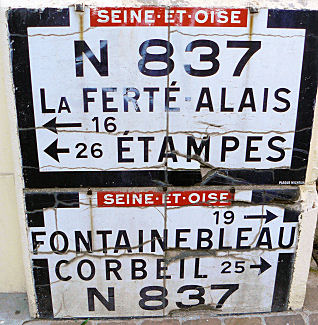
Ancienne plaque de la N837 à Milly-la-Forêt (Essonne)

La route nationale 837 ou RN 837 était une route nationale française reliant Étampes à Fontainebleau. À la suite de la réforme de 1972, elle a été déclassée en RD 837 dans l'Essonne et en RD 409 en Seine-et-Marne.

## Ancien tracé d'Étampes à Fontainebleau (D 837 & D 409)
- Étampes
- Maisse
- Milly-la-Forêt
- Arbonne-la-Forêt
- Fontainebleau